# Giusy Ferreri
Giusy Ferreri (geboren als Giuseppa Gaetana Ferreri, Palermo, 17 april 1979) is een Italiaans zangeres.

## Carrière

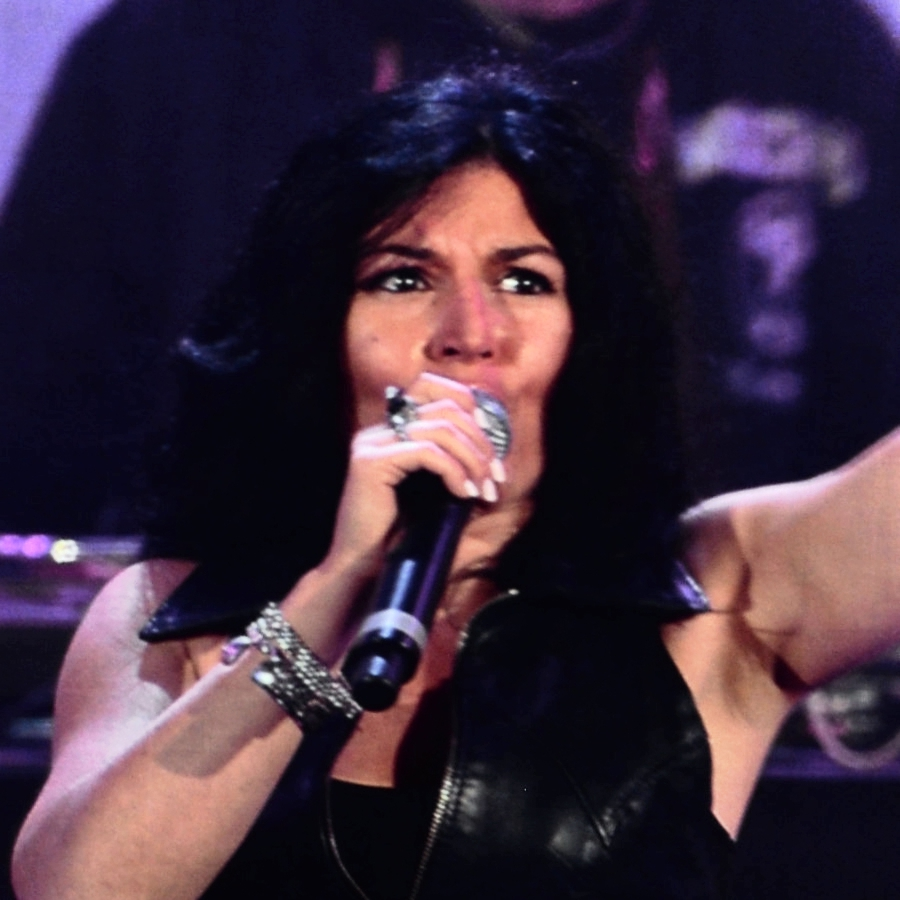
Giusy Ferreri

### X Factor
Ferreri nam in 2008 deel aan het eerste Italiaanse seizoen van de talentenjacht X Factor. Daarin behaalde ze de tweede plaats achter de band Aram Quartet.

### Eerste single:Non ti scordar mai di me
In juni 2008 verscheen haar debuut-EP, uitgegeven door haar label Sony Music Italy, met haar eerste single Non ti scordar mai di me, geschreven door Tiziano Ferro, en vijf covers van klassieke nummers uit de jaren '60 en '70. Non ti scordar mai di me haalde de nummer 1-positie in de Italiaanse hitlijsten en bleef daar vijftien weken achtereenvolgend op staan, wat het een van de succesvolste liedjes ooit maakt in de hitlijsten van Italië. Haar debuut-EP stond eveneens elf weken bovenaan aan de Italiaanse albumhitlijsten. Het behaalde viermaal platina.

### Debuutalbum:Gaetana
In oktober 2008 verscheen Novembre, de eerste single van haar Italiaanstalige debuutalbum Gaetana. Het album zelf verscheen op 14 november van dat jaar. Het album werd 706.000 keer verkocht in Italië en Griekenland. Het nummer Stai fermo lì, eveneens van het album Gaetana werd uitgebracht op 8 januari 2009 en werd ook een grote hit. Het derde nummer van het album dat werd uitgebracht was La Scala (The Ladder), een Italiaanse vertaling door Tiziano Ferro van het nummer door Linda Perry. Het album werd ook in het Spaans uitgebracht.

### Tweede album:Fotografie
Op 20 november 2009 kwam haar tweede studioalbum uit, genaamd Fotografie. Het album bestaat uitsluitend uit covers. Ferreri covert Italiaanstalige nummers zoals Ma il cielo è sempre più blu van Rino Gaetano en Ciao amore ciao van Luigi Tenco. Het album bestaat verder uit vertalingen van Engelstalige nummers naar het Italiaans, zoals Il mare verticale (Portrait the Sea) van Jerome Kern.

### Derde album:Il mio universo
Haar derde album, Il mio universo, kwam uit op 16 februari 2011. Het album haalde de elfde plek in de Italiaanse en de 98ste in de Zwitserse albumhitlijsten. De eerste single van het album, Il mare immenso, werd uitgebracht op dezelfde datum als het album. Het nummer werd geschreven door Bungaro en haalde in Italië de zesde plek. Met het nummer nam ze ook deel aan het Festival van San Remo 2011 en werd er tiende.

### Vierde album:L'attesa
In 2014 nam Ferreri nog eens deel aan het Festival van San Remo. Tijdens deze editie werd ze negende met de nummers Ti porto a cena con me en L'amore possiede il bene.
Op 24 maart 2014 kwam haar vierde album L'attesa uit. Buiten de nummers waarmee ze deelnam aan het Festival van San Remo werden ook de nummers Inciso sulla pelle met Roberto Casalino en La bevanda ha un retrogusto amaro met Yoad Nevo een hit. Het album haalde de vierde plek in Italië.

### 2015 en verder
In 2015 begon Ferreri met de Giusy Ferreri Tour 2015. Deze concerttour begon met één concert in Slovenië. Daarna volgde 21 concerten in Italië. Gedurende de tour scoorde Ferreri een nieuwe nummer 1-hit. Ditmaal samen met de Italiaans-Singaporese zangeres Baby K met het nummer Roma-Bangkok.
Buiten Italië kende Ferreri successen in Zwitserland, Slovenië, Spanje, San Marino, Albanië en Griekenland.